# ニーノ・ロータ
ニーノ・ロータ（Nino Rota, 1911年12月3日 - 1979年4月10日）は、イタリアの作曲家。クラシック音楽と映画音楽で活躍した。本人は「本業はあくまでクラシックの作曲であり、映画音楽は趣味にすぎない」と言っていたが、映画音楽の分野で多大な業績を挙げており、死後クラシックの作品も注目を浴びるようになった。

## 生涯
北イタリアのミラノ出身。11歳でオラトリオ、13歳でオペラを作曲し、ミラノ音楽院、サンタ・チェチーリア音楽院で学んだ。その後米国に渡り、カーティス音楽学校に学んだ。帰国後ミラノ大学に入学し、文学と哲学を並行して専攻。
大学卒業後は音楽教師となり、その傍らクラシック音楽の作曲家として活動を開始。1942年以降、映画音楽の作曲も始めた。1951年、当時新進映画監督として注目を集めたフェデリコ・フェリーニと出会い、その後自身が亡くなるまで、フェリーニの映画音楽を数多く手がけることになった。
フェリーニ監督以外の映画音楽も多数手がけ、1968年にはフランコ・ゼフィレッリ監督の『ロミオとジュリエット』の音楽を担当した。同作品の「ワット・イズ・ア・ユース」はグレン・ウェストンが歌っている。フランシス・フォード・コッポラ監督の『ゴッドファーザー』の音楽はロータの代表作となり、「愛のテーマ」は多くの人々に親しまれた。
1975年と1976年の2回来日しており、1976年の来日時には、国内11か所で自作を取り上げたコンサートを開催し、自ら指揮棒も振った。
67歳のとき心臓発作によりローマで死去。生涯結婚はしなかったが、娘が1人いる。
南イタリアのモノーポリに音楽院を設立するため尽力し、1971年の開校時より院長を務めた。同音楽院は2004年に彼を記念して「ニーノ・ロータ音楽院 Conservatorio Nino Rota di Monopoli」に名称を改めている。

## 主な作品

### 純音楽
- 交響曲第1番ト長調（1935年 - 1939年）
- 交響曲第2番ヘ長調
- 交響曲第3番ハ長調
- オペラ『フィレンツェの麦わら帽子』（1946年）
- 木管五重奏のための『小さな音楽の贈り物』（1943年）
- オーボエとピアノのための『エレジー』（1955年）
- 弦楽のための協奏曲（1964年 - 1965年）
- トロンボーン協奏曲 ハ長調（1966年）
- ファゴット協奏曲（1977年）

### 映画音楽

#### フェリーニ監督作品
- 白い酋長（1951年）
- 青春群像（1953年）
- 道（1954年）
- 崖（1955年）
- カビリアの夜（1957年）
- 甘い生活（1959年）
- ボッカチオ'70（1962年）
- 8 1/2（1963年）
- 魂のジュリエッタ（1965年）
- 世にも怪奇な物語（1968年）
- サテリコン（1969年）
- フェリーニの道化師（1971年）
- フェリーニのローマ（1972年）
- フェリーニのアマルコルド（1973年）
- カサノバ（1976年）
- オーケストラ・リハーサル（1979年）

#### その他の映画音楽
- アンナ（1951年）
- 2ペンスの希望（1952年）
- 夏の嵐（1954年）
- 戦争と平和（1956年）
- 白夜（1957年）
- 海の壁（1957年）
- 若い夫たち（1958年）
- 戦争・はだかの兵隊（1959年）
- 太陽がいっぱい（1960年）
- 若者のすべて（1960年）
- 好敵手（1961年）
- ボッカチオ'70（1962年） ※ルキノ・ヴィスコンティ版
- 山猫（1963年）
- じゃじゃ馬ならし（1967年）
- ロミオとジュリエット（1968年）
- ワーテルロー（1970年）
- ゴッドファーザー「愛のテーマ」（1972年）
- ナイル殺人事件（1978年）
- ハリケーン（1979年）

## 受賞歴

### アカデミー賞
受賞
1975年 アカデミー作曲賞：『ゴッドファーザー PARTII』
ノミネート
1973年 アカデミー作曲賞：『ゴッドファーザー』

### 英国アカデミー賞
受賞
1973年 アンソニー・アスキス賞：『ゴッドファーザー』
ノミネート
1969年 アンソニー・アスキス賞：『ロミオとジュリエット』
1976年 アンソニー・アスキス賞：『ゴッドファーザー PARTII』

### ゴールデングローブ賞
受賞
1973年 作曲賞：『ゴッドファーザー』
ノミネート
1969年 作曲賞：『ロミオとジュリエット』
1975年 作曲賞：『ゴッドファーザー PARTII』